# Ussassai
Ussassai (sardinski: Ussàssa) je grad i općina (comune) u pokrajini Nuoru u regiji Sardiniji, Italija. Nalazi se na nadmorskoj visini od 710 metara i ima 568 stanovnika.
 Prostire se na 47,32 km². Gustoća naseljenosti je 12 st/km².
Susjedne općine su: Gairo, Osini, Seui i Ulassai.